# Bódiachiv
Bódiachiv (en ucraniano: Бодячів) es un pueblo ucraniano perteneciente al óblast de Volinia. Situado en el noroeste del país, es parte del raión de Lutsk y del municipio (hromada) de Kívertsi.

## Toponimia
El nombre del asentamiento en otros idiomas de importancia en el asentamiento es en polaco: Bodziaczów; en ruso: Бодячев, romanizado: Bódiachev.

## Geografía
Bódiachiv se encuentra a orillas del río Konopelka.  

## Historia
A finales del siglo XIX, Bódiachiv era un pueblo en el municipio de Trościaniec del uyezd de Lutsk.

## Demografía
La evolución de la población de Bódiachiv entre 1906 y 2001 fue la siguiente:
| 242                                                           | 644 | 531 |
| (Fuente: Cities & Towns of Ukraine y UKRAINE: Größere Städte) |     |     |

Según el censo de 2001, la lengua materna de la mayoría de los habitantes, el 99,25%, es el ucraniano.

## Personas importantes
- Roman Orłowski (1915-1986): militar y policía judío que luchó en la guerra civil española y en la Segunda Guerra Mundial.